# Teddy Brunius
Teddy Brunius (16. marts 1922 på Lidingö – 2 juni 2011 i Uppsala) var en svensk kunsthistoriker.
Brunius blev Fil.dr. 1952 og var professor i kunsthistorie ved Københavns Universitet 1978-1992 efter Else Kai Sass. Han var Ridder af Dannebrog. Han blev efterfulgt på posten af Øystein Hjort.
Brunius' speciale var æstetik og filosofi, og hans kunsthistoriske interesse var blandt andet rettet mod op art. Foruden afhandlinger om blandt andre David Hume, Alexis de Tocqueville, Aristoteles' Poetik og G.E. Moore skrev han grundbøger som Elementär estetik (1970) og Estetik förr och nu (1986).